# Paraniesslia tuberculata
Paraniesslia tuberculata är en svampart som beskrevs av K.M. Tsui, K.D. Hyde & Hodgkiss 2001. Paraniesslia tuberculata ingår i släktet Paraniesslia och familjen Niessliaceae.   Inga underarter finns listade i Catalogue of Life.